# Giù in 60 secondi - Adrenalina ad alta quota
Giù in 60 secondi - Adrenalina ad alta quota è un adventure show, condotto da Vic e dalla seconda edizione anche da Veronica Ruggeri, andato in onda precedentemente per 5 puntate su Deejay TV, poi ripreso nel 2016 e andato in onda Italia 2 infine dal 2017 viene trasmesso su Italia 1. Il programma ha l'obiettivo di far lanciare con il paracadute da 4000 metri d'altitudine personaggi famosi; si tratta di un lancio tandem in coppia effettuato dal VIP con l'istruttore di paracadutismo. Gli istruttori sono Mak e Delpo, due istruttori senior pluripremiati.
Prima del lancio i VIP si alleneranno presso il tunnel verticale del simulatore di caduta libera del centro Fastweb Aero Gravity di Milano.

## Edizioni
| Edizione | Anno | Conduzione | Conduzione       | Concorrenti | Rete televisiva |
| -------- | ---- | ---------- | ---------------- | ----------- | --------------- |
| 1ª       | 2013 | Vic        | -                | 5           | DeejayTv        |
| 2ª       | 2016 | Vic        | Veronica Ruggeri | 6           | Italia 2        |
| 3ª       | 2017 | Vic        | Veronica Ruggeri | 5           | Italia 1        |
| 4ª       | 2018 | Vic        | Veronica Ruggeri | 5           | Italia 1        |
| 5ª       | 2019 | Vic        | Veronica Ruggeri | 5           | Italia 1        |
| 6ª       | 2020 | Vic        | Veronica Ruggeri | 5           | Italia 1        |

## VIP
Di seguito sono riportati i VIP che si sono lanciati con il paracadute durante le varie edizioni.
2013
- Federica Pellegrini
- Pablo Trincia
- Costanza Caracciolo
- Guido Meda
- Diego Passoni

2016
- Le Donatella
- Niccolò Torielli
- Kris Reichert
- Giacobbe Fragomeni
- Debora Villa
- Gigi Mastrangelo

2017
- Gianluca Fubelli
- Paola Caruso
- Amaurys Pérez
- Fabio Basile
- Jane Alexander

2018
- Eva Grimaldi
- Stefano Corti e Alessandro Onnis
- Nino Formicola
- Ivana Mrázová
- Ignazio Moser

2019
- Vladimir Luxuria
- Aída Yéspica
- Giulia Salemi
- PanPers
- Alvin

2020
- Michele Cucuzza
- Paolo Ciavarro e Clizia Incorvaia
- Jo Squillo
- Simone Rugiati
- Paola Di Benedetto